# Park Narodowy Przylądka Igielnego

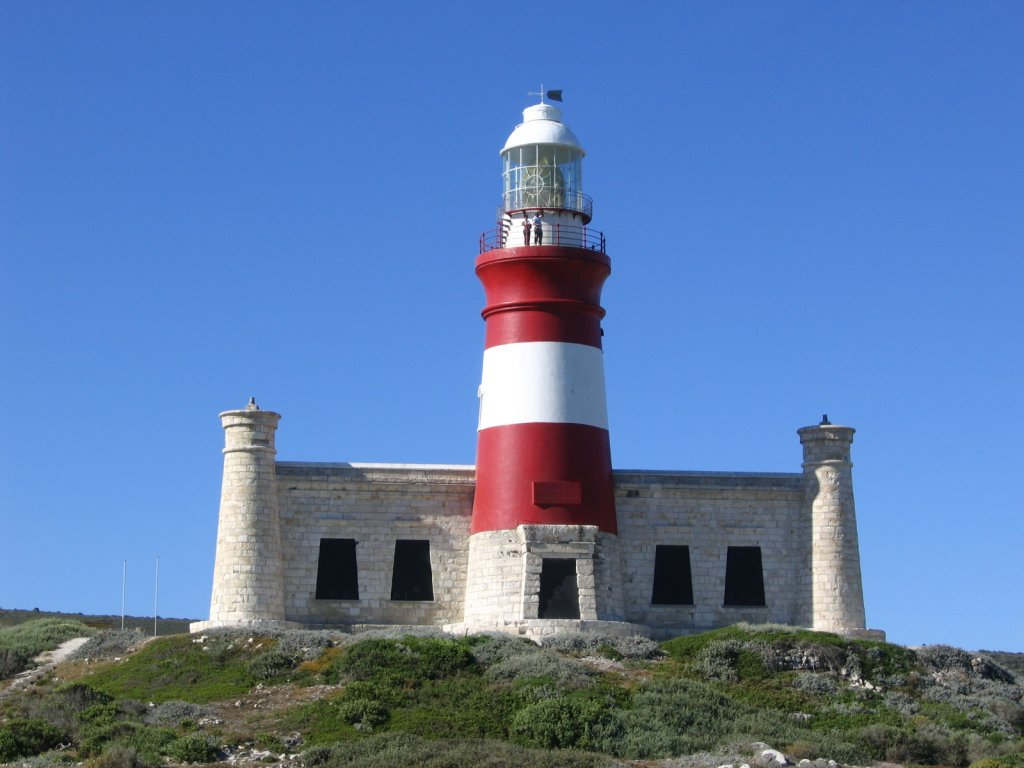
Latarnia morska w Parku Narodowym

Park Narodowy Przylądka Igielnego (ang. Agulhas National Park) – park narodowy położony w Republice Południowej Afryki w Zachodniej Prowincji Przylądkowej, około 230 km w kierunku południowym od Kapsztadu. Park zajmuje przylądkowe równiny pomiędzy miasteczkami Gansbaai i Struisbaai.
Nazwa Parku Narodowego Przylądka Igielnego pochodzi od znajdującego się tam Przylądka Igielnego, najdalszego południowego punktu kontynentu afrykańskiego. W lipcu 2011 roku powierzchnia parku wynosiła 5690 ha.

## Fauna i flora
Lokalna roślinność obejmuje około 2 000 gatunków roślin, w tym 100 endemicznych oraz ponad 110 gatunków z czerwonej księgi gatunków zagrożonych.
W oceanie obserwowano występowanie fok przylądkowych, wielorybów, delfinów i morświnów. Do zatok w wodach przybrzeżnych przypływają od czerwca do listopada wieloryby biskajskie (Eubalaena australis), by dokonać krycia, rozrodu i karmienia młodych.
Występujące w okolicy ptaki to ostrygojad afrykański (Haematopus moquini), rybitwa namibijska (Sternula balaenarum).
Z płazów występuje m.in. platana przylądkowa (Xenopus gilli) z rodzaju Xenopus.
Nadbrzeżne równiny porasta roślinność typu Fynbos, w której występują m.in. Leucadendron elimense i Leucadendron laxum.

## Turystyka
Najbardziej znaną atrakcją turystyczną jest Przylądek Igielny, będący geograficzną granicą Oceanów, Atlantyckiego i Indyjskiego jak też najbardziej wysunięty na południe skrawek Afryki. 
Obok wznosi się druga, najstarsza w RPA pracująca jeszcze latarnia morska, zamieniona w 1973 roku w muzeum.
Wieloryby, sezon obserwacji wielorybów przypada na listopad, grudzień i styczeń.
Cmentarzysko statków na terenie PN Przylądka Igielnego spoczywa wiele wraków, najbardziej znane to statki Zoetendal, Birkenhead i Armiston. Wiele eksponatów pochodzących z tych statków można obejrzeć w Muzeum Zatoniętych Okrętów (Bredasdorp Shipwreck museum) w Bredasdorp.